# Zuidhoven
Zuidhoven is een buurt in de stad Dordrecht, in de Nederlandse provincie Zuid-Holland. 
Hoewel het deel uitmaakt van de wijk Crabbehof en rond dezelfde tijd gebouwd werd, is de opzet van deze buurt atypisch: waar Crabbehof een echte volksbuurt is, met veel betrekkelijk kleine en goedkope woningen, wordt Zuidhoven gedomineerd door vrijstaande huizen en grote rijtjeshuizen (hoewel er ook kleine flats staan) met veel groen rondom. De eerder parkachtige structuur komt terug in de thematiek van de straatnamen: waar de straten in de rest van Crabbehof zijn vernoemd naar Nederlandse staatslieden, hebben de straten in Zuidhoven Latijnse namen van plantengeslachten (Campanula, Spirea, Zinnia enz.).
Zuidhoven is genoemd naar de boerderij met dezelfde naam, die al zeer vroeg naar de aanleg van het Oudeland van Dubbeldam (voltooid in 1603) aan de Oudendijk werd aangelegd. Deze boerderij werd in 1964 gekocht door de christelijke gereformeerde gemeente te Dordrecht en verbouwd tot de Zuidhovenkerk. De bouw van de huizen eromheen moest toen nog beginnen. Hoewel de Oudendijk, die oorspronkelijk tot aan de Brouwersdijk doorliep, bij de aanleg van deze buurt als straat verdween, is het traject nog wel te herkennen, met name in de verhoogde ligging van de Spirea. Naast de Zuidhovenkerk bevat de wijk nog een voormalige boerderij; hierin is thans de Dordtsche Manege gevestigd.
Zuidhoven wordt in het westen begrensd door de S.M. Hugo van Gijnweg (de grens met de rest van Crabbehof), in het noorden en noordwesten door de Laan der Verenigde Naties, en in het zuidwesten en zuiden door de spoorweg van Dordrecht naar Breda. Aan deze spoorlijn ligt ook station Dordrecht Zuid (gelegen boven een verkeerstunnel, net op de grens van Zuidhoven, Crabbehof en Sterrenburg).
De buurt kent ondanks haar bescheiden omvang verschillende openbare gebouwen. Al genoemd zijn de Zuidhovenkerk en de Dordtsche Manege. Aan de Laan der Verenigde Naties vindt men verder een verzorgingshuis (Zorgcentrum Vreedonk), aan de Hugo van Gijnweg een school voor ZMOK (de Parkschool). Aan het spoor ligt het muziekcentrum BeneVia. Voorheen was er in Zuidhoven ook een Pabo.